# Cauchas canalella
Cauchas canalella is een vlinder uit de familie van de langsprietmotten (Adelidae). De wetenschappelijke naam van de soort is voor het eerst geldig gepubliceerd door Eversmann in 1844.
De soort komt voor in Europa.